# Pterygotidae
Los pterigótidos (Pterygotidae) son una familia extinta de euriptéridos. Son miembros de la superfamilia Pterygotioidea, y fueron los únicos euriptéridos con una distribución verdaderamente cosmopolita, e incluyen a algunos de los mayores artrópodos que hayan existido.

## Descripción
Los Pterygotidae, que vivieron desde finales del Silúrico Inferior hasta mediados del Devónico, se caracterizaban por sus exoesqueletos grandes con escamas semilunares. El telson (cola) estaba expandido, es decir era más ancho que alto. Los pterigótidos poseían quelíceros (pinzas junto a la boca) grandes y alargados, con dientes fuertes y bien desarrollados. Sus patas eran pequeñas y delgadas, sin espinas. Son los mayores artrópodos que se conocen; los fragmentos más grandes descritos representan individuos de más de 2,5 metros de longitud. Los pterigótidos tenían una buena visión binocular y quelíceros adaptados para cortar o aplastar, lo que los ubica entre los más formidables de los depredadores del Paleozoico.

## Taxonomía
- Clase Merostomata Dana, 1852
- Orden Eurypterida Burmeister, 1843
- Suborden Eurypterina Burmeister, 1843
- Superfamilia Pterygotioidea Clarke & Ruedemann, 1912
Familia Pterygotidae Clarke & Ruedemann, 1912
Género Acutiramus Ruedemann, 1935
Género Ciurcopterus Tetlie & Briggs, 2009
Género Pterygotus Agassiz, 1839
Género Erettopterus Salter in Huxley & Salter, 1859 
Género Jaekelopterus Waterston, 1964
Género Necrogammarus Woodward, 1870

## Filogenia
Se cree que el género Slimonia representa el grupo hermano de los pterigótidos. Aunque el clado Pterygotidae es uno de los mejor fundamentados dentro de Eurypterida, las relaciones dentro de este han sido difíciles de resolver.
|  | Acutiramus                      |
|  |                                 |
|  | \| \| Jaekelopterus \| \| \| \| |
|  |                                 |
|  | Jaekelopterus                   |
|  |                                 |

|  | Jaekelopterus |
|  |               |

|  | Acutiramus                      |
|  |                                 |
|  | \| \| Jaekelopterus \| \| \| \| |
|  |                                 |
|  | Jaekelopterus                   |
|  |                                 |

|  | Jaekelopterus |
|  |               |

|  | Acutiramus                      |
|  |                                 |
|  | \| \| Jaekelopterus \| \| \| \| |
|  |                                 |
|  | Jaekelopterus                   |
|  |                                 |

|  | Jaekelopterus |
|  |               |

|  | Acutiramus                      |
|  |                                 |
|  | \| \| Jaekelopterus \| \| \| \| |
|  |                                 |
|  | Jaekelopterus                   |
|  |                                 |

|  | Jaekelopterus |
|  |               |

|  | Acutiramus                      |
|  |                                 |
|  | \| \| Jaekelopterus \| \| \| \| |
|  |                                 |
|  | Jaekelopterus                   |
|  |                                 |

|  | Jaekelopterus |
|  |               |

|  | Acutiramus                      |
|  |                                 |
|  | \| \| Jaekelopterus \| \| \| \| |
|  |                                 |
|  | Jaekelopterus                   |
|  |                                 |

|  | Jaekelopterus |
|  |               |

|  | Acutiramus                      |
|  |                                 |
|  | \| \| Jaekelopterus \| \| \| \| |
|  |                                 |
|  | Jaekelopterus                   |
|  |                                 |

|  | Jaekelopterus |
|  |               |

|  | Acutiramus                      |
|  |                                 |
|  | \| \| Jaekelopterus \| \| \| \| |
|  |                                 |
|  | Jaekelopterus                   |
|  |                                 |

|  | Jaekelopterus |
|  |               |